# جاك دونفي
جاك دونفي (بالإنجليزية: Jack Dunphy)‏ (22 أغسطس 1914، اتلانتيك سيتي في الولايات المتحدة - 26 أبريل 1992، نيويورك في الولايات المتحدة)؛ كاتب مسرحي، كاتب وروائي أمريكي.